# Ishida Hakyō

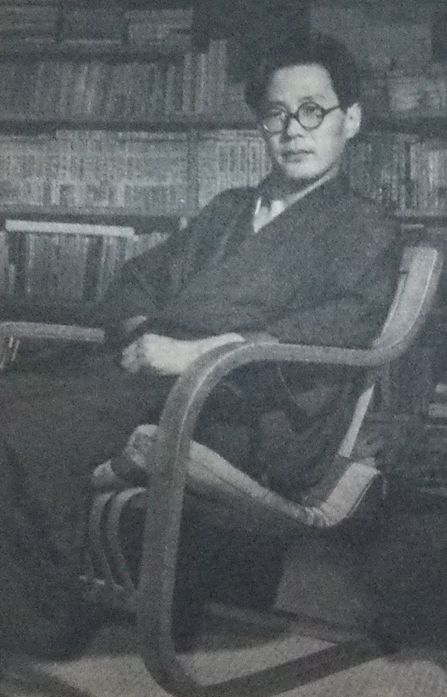
Ishida Hakyō

Ishida Hakyō (japanisch 石田 波郷, wirklicher Name: Ishida Tetsuo (石田 哲大); * 18. März 1913 in Habu, Onsen-gun (heute: Nishihabu, Matsuyama), Präfektur Ehime; † 21. November 1969) war ein japanischer Lyriker.

## Leben und Werk
Ishida Hakyō studierte an der Meiji-Universität. Er begann Haiku zu schreiben, und zwar im Stil des Magazins Hototogisu, wurde dann aber vom Haiku-Dichter Mizuhara Shūōshi inspiriert. Dieser verwarf objektive Naturbeschreibung und setzte sich für einen eher subjektiven Stil ein. Ishida schrieb nun für das von Mizuhara herausgegebene Literaturmagazin Ashibi, bevor er ein eigenes Magazin gründete. 1935 publizierte er seine erste Sammlung von Haiku im neuen Stil der Haiku-Bewegung der 1930er Jahre.
Während des Zweiten Weltkrieges zog Ishida sich ein Lungenleiden zu, das seine Gesundheit für den Rest seines Lebens beeinträchtigte. 1950 erschien sein Hauptwerk, die Gedichtsammlung Shakumyō, die ihn mit ihren klaren Bildern als bedeutenden Dichter seiner Generation ausweist.